# Acshaszan állomás
Acshaszan (Achasan) állomás (Orini tegongvon humunjok (Eorini deagongwon humunyeok), 어린이대공원후문역) metróállomás a szöuli metró 5-ös vonalán, Kvangdzsin-ku (Gwangjin-gu) kerületben. Az állomás kiegészítő neve „A Gyerekek nagy parkja hátsó bejárata”.

## Viszonylatok
| 5-ös vonal                             | 5-ös vonal | 5-ös vonal                                                                   |
| -------------------------------------- | ---------- | ---------------------------------------------------------------------------- |
| Kundzsa (Gunja) Panghva (Banghwa) felé | fő vonal   | Kvangnaru (Gwangnaru) Szangil-tong (Sangil-dong) vagy Macshon (Macheon) felé |